# Saga Studio
Saga Studio var et dansk filmselskab, der eksisterede fra 1942 til 1976. Selskabet specialiserede sig efterhånden i folkekomedier og udsendte en lang række af denne type film som Ved Kongelunden, Styrmand Karlsen og Baronessen fra benzintanken. Saga Studio var sammenlignet med de andre af tidens danske filmselskaber ret lille, hvilket gav en tæt og familieagtig stemning.

## Historie
Saga Studio blev oprettet af den driftige filmmand, John Olsen, der allerede i filmindustriens ungdom havde stiftet bekendtskab med branchen under i ophold i London i første halvdel af 1910'erne. Da første verdenskrig brød ud, vendte han hjem til Danmark, hvor han gik i gang med at importere britiske og amerikanske film. I 1936 skabte han sammen med Lau Lauritzen Jr. og Henning Karmark ASA Film-studiet. Intern uenighed førte imidlertid til, at Olsen begyndte for sig selv, og det resulterede i oprettelsen af Saga Studio i 1942. Studiet blev etableret på en villagrund i Charlottenlund og blandt de centrale skikkelser i de første år var lydmanden Poul Bang og filmfotografen Aage Wiltrup (sidstnævnte var Olsens svigersøn). Snart blev Annelise Reenberg også en markant person som instruktør og manuskriptforfatter; andre vigtige skribenter var John Olsen og Paul Sarauw.
Studiets første film var Kriminalassistent Bloch, der havde premiere i 1943. I begyndelsen stod studiet bag et bredt repertoire, der blandt andet omfattede de prisbelønnede dramaer Soldaten og Jenny (1947) pg John og Irene (1949). Fra midten af 1950'erne var hovedvægten lagt på det lette og humoristiske repertoire, der var meget populære. Mange af filmene havde folkekære skuespillere som Dirch Passer, Ove Sprogøe og Ghita Nørby på rollelisten. John Olsen døde i 1959, og firmaet blev lavet til et aktieselskab under navnet Saga Film A/S og drevet af John Olsens hustru Inger og sønnen Flemming John Olsen sammen med Reenberg og Poul Bang. Skønt de fleste af studiets film var ret populære, stod det også bag én stor fiasko, monsterfilmen Reptilicus.
I 1965 valgte selskabet af afstå fra at have egne studiefaciliteter, så studiet i Charlottenlund blev afhændet. I stedet gik Saga i samarbejde med Palladium og brugte dette selskabs studier i Hellerup. Fra midten af 1960'erne stod Saga bag den første serie af de populære Min søsters børn-film. Samarbejdet med Palladium ophørte i 1970, hvor Saga nu var ejet af en kreds med Flemming John Olsen, Sven Borre og Dirch Passer i spidsen. I 1971 overtog selskabet Risbystudierne, hvor filmene derpå blev optaget. Sagas sidste film, Spøgelsestoget, havde premiere i 1976, og derpå overgik firmaet til et shippingfirma, der ikke lavede film, men var interesseret i andre af Sagas aktiviteter.

## Øvrige aktiviteter
I 1942 havde John Olsen fået bevilling til at drive biograf, hvilket blev Saga Teatret på Vesterbrogade i København, og denne efterhånden ganske enorme biograf blev det direkte udgangspunkt for filmselskabet. Senere kom der Saga-biografer andre steder i landet også: Esbjerg, Aarhus, Nakskov og Holstebro. Da produktionen af film ophørte i midten af 1970'erne, fortsatte firmaet under navnet Saga Video og Kortfilm.
Da videofilmene blev populære solgte Sven Borre rettighederne til filmselskabets film til udgivelse på dette medie.

## Film
I Saga Studio blev følgende film optaget (enkelte film kun optaget i studiet, men produceret af et andet selskab):
- Moster fra Mols (1943, samproduktion med ASA)
- Kriminalassistent Bloch (1943)
- To som elsker hinanden (1944)
- Spurve under taget (1944)
- Lev livet let (1944)
- En ny dag gryer (1945)
- Oktoberroser (1946)
- Op med lille Martha (1946)
- Soldaten og Jenny (1947)
- Sikken en nat (1947)
- I de lyse nætter (1948)
- Mens porten var lukket (1948)
- Det hændte i København (1949)
- John og Irene (1949)
- Historien om Hjortholm (1950)
- Op og ned langs kysten (1950)
- Fra den gamle købmandsgård (1951)
- Unge piger forsvinder i København (1951)
- Fireogtyve timer (1951)
- Lyntoget (1951)
- Rekrut 67 Petersen (1952)
- Den gamle mølle på Mols (1953)
- Ved Kongelunden (1953)
- Kriminalsagen Tove Andersen (1953)
- I kongens klær (1954)
- Hendes store aften (1954)
- Der kom en dag (1955)
- Det var på Rundetårn (1955)
- Bruden fra Dragstrup (1955)
- Færgekroen (1956)
- Kristiane af Marstal (1956)
- Tag til marked i Fjordby (1957)
- Tre piger fra Jylland (1957)
- Mig og min familie (1957)
- Styrmand Karlsen (1958)
- Mariannes bryllup (1958)
- Lyssky transport gennem Danmark (1958)
- Charles' tante (1959)
- Onkel Bill fra New York (1959)
- Soldaterkammerater rykker ud (1959, atelier)
- Paw (1959, atelier)
- Baronessen fra benzintanken (1960)
- Soldaterkammerater på vagt (1960, atelier)
- Kvindelist og kærlighed (1960)
- Elefanter på loftet (1960, atelier)
- Peters baby (1961)
- Støv på hjernen (1961)
- Reptilicus (1961)
- Han, hun, Dirch og Dario (1962)
- Det støver stadig (1962)
- Venus fra Vestø (1962)
- Peters baby (1962)
- Frk. Nitouche (1963)
- Støv for alle pengene (1963)
- Alt for kvinden (1964)
- 5 mand og Rosa (1964)
- Een pige og 39 sømænd (1965)
- En ven i bolignøden (1965)
- Passer passer piger (1965)
- Gertrud (1965, atelier)
- Gys og gæve tanter (1966)
- Min søsters børn (1966)
- Dyden går amok (1966)
- Smukke-Arne og Rosa (1967)
- Min søsters børn på bryllupsrejse (1967)
- Fantasterne (1967)
- Min søsters børn vælter byen – 1968
- Jeg elsker blåt (1968)
- Ta' lidt solskin (1969)
- Helle for Lykke (1969)
- Midt i en jazztid (1969)
- Hurra for de blå husarer (1970)
- Min søsters børn når de er værst (1971)
- Far til fire i højt humør (1971, atelier)
- Mig og Mafiaen (1973)
- På'en igen Amalie (1973)
- Mafiaen - det er osse mig! (1974)
- Spøgelsestoget (1976)